# Olympische Winterspiele 1928/Teilnehmer (Luxemburg)
| Gelbes Symbol für Goldmedaillen mit stilisierten Olympischen Ringen | Graues Symbol für Silbermedaillen mit stilisierten Olympischen Ringen | Braundes Symbol für Bronzemedaillen mit stilisierten Olympischen Ringen |
| ------------------------------------------------------------------- | --------------------------------------------------------------------- | ----------------------------------------------------------------------- |
| —                                                                   | —                                                                     | —                                                                       |

Luxemburg nahm an den II. Olympischen Winterspielen 1928 in St. Moritz mit einer Delegation von 5 Athleten teil. Diese nahmen nur am Bobwettbewerb teil.
| Bob | Marc Schoetter Raoul Weckbecker Guillaume Heldenstein Pierre Kämpff Auguste Hilbert | Fünferbob | 20 | Reserveathleten waren A. Pfeiffer und J. Michels. |